# Liste der Monuments historiques in Vertheuil
Die Liste der Monuments historiques in Vertheuil führt die Monuments historiques in der französischen Gemeinde Vertheuil auf.

## Liste der Bauwerke
| Bezeichnung       | Beschreibung | Standort | Kennzeichnung | Schutzstatus | Datum | Bild           |
| ----------------- | ------------ | -------- | ------------- | ------------ | ----- | -------------- |
| Abtei Vertheuil   |              | (Lage)   | PA00083859    | Classé       | 1840  | weitere Bilder |
| Schloss Beyzac    |              | (Lage)   | PA33000091    | Inscrit      | 2006  |                |
| Schloss Vertheuil |              | (Lage)   | PA00083860    | Inscrit      | 1965  |                |

## Liste der Objekte
- Monuments historiques (Objekte) in Vertheuil in der Base Palissy des französischen Kultusministeriums